# Jerzy I av Pommern
Jerzy I av Pommern, död 1531, var regerande hertig av Pommern–Wolgast mellan 1523 och 1531. 